# Főn

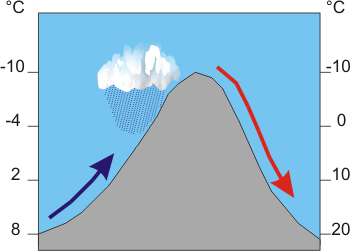
A főn (piros nyíllal jelölve) kialakulása

A főnt száraz és meleg bukószélként jellemezhetjük. Magashegységek környezetében alakul ki, amelynek egyik (luv) oldalán az érkező levegő felfelé kényszerül, lehűl és nedvességtartamát a hegy ezen oldalán adja ki. A levegő a gerincen átbukva, immáron kiszáradva a másik (szélvédett) oldalon leáramlik, felmelegszik és ezáltal relatív nedvessége jelentősen lecsökken. Jelenlétére a hegységgel párhuzamosan kialakuló lecsiszolt felhőformák (például lencse formájú felhők, latinul lenticularisok) utalhatnak. Európában legismertebb példája az Alpok mentén figyelhető meg, itt a déli főnként nevezett esetben a dél felől érkező levegő a hegygerinceken átbukva a hegység északi oldalán idézi elő ezt a száraz, meleg szelet. A főnös hatás az Alpokalján is megfigyelhető kisebb mértékben nyugatias, délnyugatias szél esetén.